# Мильковский, Евгений Геннадьевич
Евгений Геннадьевич Мильковский (укр. Євген Геннадійович Мільковський; род. 19 мая 1991, Красноармейск, Донецкая область) — украинский музыкант, автор-исполнитель, певец, участник и основатель украинской рок-группы «Нервы»

## Биография

### Юность и ранние годы (до 2009 года)
Евгений родился в городе Красноармейск(ныне Покровск) на Украине, его мама преподавала в музыкальной школе и была пианисткой, он увлекался музыкой с детства, в 14 лет начал играть на гитаре. Музыкант рассказывал, что в его родном городе все слушали рэп, поэтому он всегда радовался, когда встречал на улицах людей с гитарой, хотел с ними общаться, чувствуя в них единомышленников.
Позже Евгений переехал в Киев и через кастинг попал на первый сезон украинского телевизионного проекта «Фабрика звёзд», но не дошел до конца по причине конфликта с продюсерами проекта. Организаторы проекта обещали, что устроят участникам тур, однако в последний момент Евгению отказали. Впоследствии этого, ему пришлось вернуться в Покровск, где он работал барменом, но позже вновь вернулся в Киев и поступил на режиссёрский факультет Киевского университета культуры.

### Карьера музыканта (с 2009 — настоящее время)

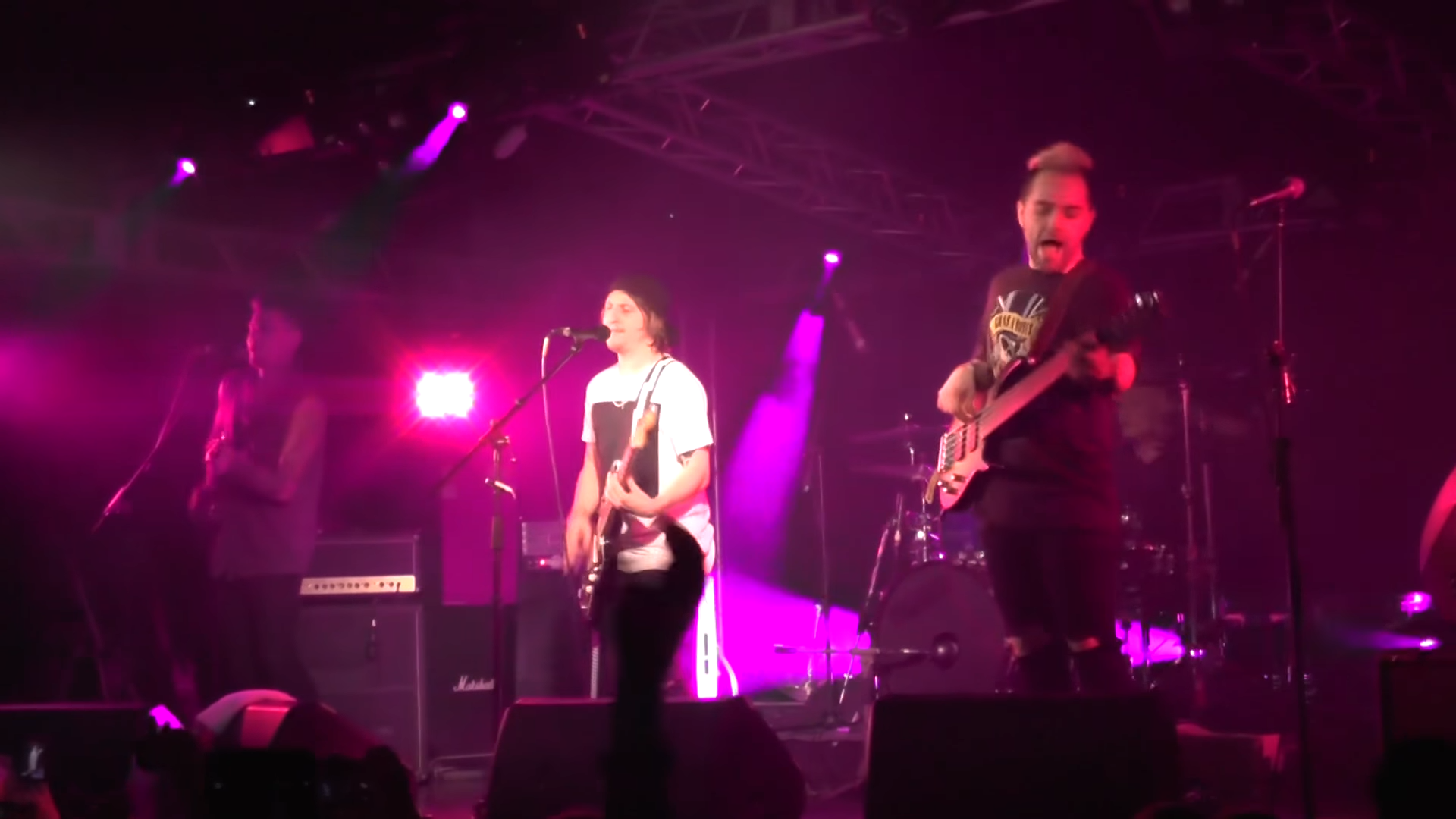
Евгений Мильковский в составе группы «Нервы»

В 2009 году, переехав в Киев, Евгений начал записывать песни под псевдонимом «Milkovskyi» и записал свой дебютный альбом «В моей комнате». На две дебютных композиций — «Да или» и «Станция Туман» — вышли клипы.
В 2011 году на разогреве рок-группы Евгений захотел собрать свою рок-группу, он начал размещать объявления о поиске музыкантов и, найдя единомышленников, создал группу «Нервы», и вместе они сняли клип на песню «Батареи», который спродюсировал Юрий Бардаш.
В 2012 году вышел первый альбом группы «Нервы» — «Все, что вокруг».
Во время карантина 2020 года музыкант записал свой второй сольный альбом, который вышел 25 июня 2020 года — «Человек с дождем в голове».
В 2021 году, 11 ноября Евгений выпустил третий сольный альбом — «Вернуться домой». Альбом попал на 10 место в российском чарте Apple Music.

## Личная жизнь
В июле 2020 года Евгений сообщил о том, что встречается с барабанщицей Алиной Олешевой из российской женской поп-панк группы «Кис-Кис». В начале 2022 года пара рассталась.

## Гражданская позиция
В феврале 2022 года выступил против вторжения России на Украину. В составе группы «Нервы» и с рядом других исполнителей провел тур благотворительных концертов, вырученные от их проведения средства должны быть направлены на помощь лечение пострадавших от военных действий, помощь медицинским учреждениям, полевым врачам, волонтерским лагерям, закупку необходимых медикаментов и технических средств реабилитации, а также адресно — на нужды конкретных людей и семей, которым необходима помощь.

## Дискография

### Синглы
| Год  | Название                           |
| ---- | ---------------------------------- |
| 2017 | «Небо это просто»                  |
| 2018 | «Отрицательный герой»              |
| 2019 | «Сигарет дым» (как JMI)            |
| 2020 | «Весёлая песня про грустную жизнь» |
| 2020 | «Карантин уходи»                   |

### Студийные альбомы
| Название                    | Детали                                                                       |
| --------------------------- | ---------------------------------------------------------------------------- |
| «В моей комнате»            | - Релиз: 19 мая 2010 - Лейбл: независимый - Формат: цифровая дистрибуция     |
| «Человек с дождём в голове» | - Релиз: 25 июня 2020 - Лейбл: независимый - Формат: цифровая дистрибуция    |
| «Вернуться домой»           | - Релиз: 11 ноября 2021 - Лейбл: независимый - Формат: цифровая дистрибуция  |
| «Не Вернуться домой»        | - Релиз: 28 февраля 2025 - Лейбл: независимый - Формат: цифровая дистрибуция |

| Название                    | Детали                                                                          |
| --------------------------- | ------------------------------------------------------------------------------- |
| «7 непрочитанных сообщений» | - Релиз: 25 июня 2019 - Лейбл: Navigator Records - Формат: цифровая дистрибуция |

| Название             | Детали                                                                       |
| -------------------- | ---------------------------------------------------------------------------- |
| «Разрушительные сны» | - Релиз: 4 августа 2017 - Лейбл: независимый - Формат: цифровая дистрибуция  |
| «Три сотни дней»     | - Релиз: 14 августа 2019 - Лейбл: независимый - Формат: цифровая дистрибуция |

## Коллаборации с другими исполнителями
| Год  | Исполнитель                       | Песня                  |
| ---- | --------------------------------- | ---------------------- |
| 2009 | ART, L’One                        | «Лица»                 |
| 2010 | Artik                             | «Город не уснёт»       |
| 2018 | RSAC                              | «Так себе обмен»       |
| 2018 | RSAC                              | «Ты не очень»          |
| 2018 | СД                                | «Девочка ждёт (Remix)» |
| 2019 | SEMENYAK                          | «Маяки»                |
| 2019 | ST, Tanir & Tyomcha, Сиван Синэйн | «Один на один»         |
| 2020 | FAVLAV                            | «Без тебя»             |
| 2020 | Mirèle                            | «Плёнка»               |
| 2020 | Тося Чайкина                      | «Подальше от тебя»     |
| 2020 | Multiverse                        | «Тень»                 |
| 2020 | Mirèle                            | «Россия»               |
| 2021 | Моя Мишель                        | «Несовместимость»      |

### Рецензии
- Рецензия: Milkovskyi — «Человек с дождём в голове», Рецензия: Milkovskyi — «Вернуться домой», Алексей Мажаев, InterMedia